# Musius fuscicornis
Musius fuscicornis là một loài bọ cánh cứng trong họ Cerambycidae.